# خورشیدگرفتگی ۲۳ سپتامبر ۲۰۹۰
خورشیدگرفتگی ۲۳ سپتامبر ۲۰۹۰ (به انگلیسی: Solar eclipse of September 23, 2090) یک خورشیدگرفتگی از نوع خورشیدگرفتگی کامل است. این خورشیدگرفتگی در تاریخ ۲۳ سپتامبر ۲۰۹۰ میلادی (‎۲ مهر ۱۴۶۹ خورشیدی) روی خواهد داد که زمان اوج آن، ساعت ۱۶:۵۶:۳۶ به‌وقت ساعت هماهنگ جهانی است. مدت زمان و طول این خورشیدگرفتگی ۳ دقیقه و ۳۶ ثانیه خواهد بود.